# Kim Hiorthøy
Kim Hiorthøy (Trondheim, 17 maart 1973) is een Noors graficus, illustrator, muzikant en filmmaker.

## Loopbaan
Hiorthøy doorliep van 1991 tot en met 1996 de kunstacademie in Trondheim, waarna hij ook nog een jaar aan de Koninklijke Deense Kunstacademie in Kopenhagen studeerde. Later ging hij werken in Berlijn.

### Muziek
Hiorthøy debuteerde in 2001 met het album Hei, dat gevolgd werd door verscheidene ep's en albums. Ze bevatten elektronische muziek die soms lastig te classificeren is, maar wel wordt aangeduid als minimal techno of Intelligent Dance Music. Live is de muziek van Hiorthøy meer verwant aan techno, met hardere en snellere beats.

### Grafisch ontwerp en film
Hiorthøy begon als grafisch ontwerper met het publiceren van fanzines en het ontwerpen van platenhoezen van lokale bands. Zo maakte hij al in 1993 een tekening voor de hoes van het album Demon Box van de Trondheimse rockband Motorpsycho. Voor die band bleef hij ontwerpen en in 1997 was zijn regiedebuut een videoclip voor het nummer Starmel/Lovelight, ook van Motorpycho. Na verloop van tijd kreeg Hiorthøy meer opdrachten, zo heeft hij alle albumhoezen van het label Rune Grammofon ontworpen, heeft hij verscheidene boeken geïllustreerd en wordt hij vertegenwoordigd door een vooraanstaande galerie in Oslo. Voor zijn grafisch werk gebruikt hij verschillende technieken, van fotografie tot pentekening.

## Werk

### Discografie
- Hei, 2001 (cd), Smalltown Supersound
- Melke, 2001 (cd), Smalltown Supersound
- Hopeness EP, 2004 (cd), Smalltown Supersound
- For the Ladies, 2004 (cd), Smalltown Supersound
- Live Shet, 2004 (cd), Smalltown Supersound
- This Record Can Not Set Me On Fire, 2006 (12"), Smalltown Supersound
- I'm This, I'm That, 2006 (7"), Smalltown Supersound
- My Last Day, 2007 (cd), Smalltown Supersound
- Dogs, 2014 (cd), Smalltown Supersound

### Filmografie
Cinematografie:
- De 7 dødssyndene - Utukt (regie: Dag Johan Haugerud) (2000)
- Kroppen min (regie: Margareth Olin) (2002)
- Ungdommens råskap (regie: Margareth Olin) (2004)
- Engelen (regie: Margareth Olin) (2009)

Videoclips:
- Motorpsycho: Starmelt/Lovelight (Angels And Daemons At Play, 1997)
- Motorpsycho: Hey Jane (Trust Us, 1998)
- Motorpsycho: The Other Fool (Let Them Eat Cake, 2000)
- Motorpsycho: Serpentine (It's A Love Cult, 2002)
- Gatas Parlament: Ungdommens råskap (uit de film Ungdommens råskap, 2004)

- Bibsys: 90782454
- Bibliothèque nationale de France: cb130201128 (data)
- Gemeinsame Normdatei: 121747212
- International Standard Name Identifier: 0000 0000 7836 4147
- KulturNav: bb9c0f71-de1e-4efb-aff9-94df1a08c85f
- Library of Congress Control Number: no97083448
- Nationale Bibliotheek van Letland: 000032420
- MusicBrainz: 3225d99a-8b48-43bb-8c0c-d4a8845be472
- Nationale Bibliotheek van Tsjechië: xx0105541
- Nederlandse Thesaurus van Auteursnamen: 254907881
- Système universitaire de documentation: 057230382
- Virtual International Authority File: 80096464
- WorldCat: E39PBJw4BccK8gGJ7BjcPM7T73